# Kritosaurus
A Kritosaurus (jelentése 'elkülönült gyík'; melyet néha tévesen, a „római orra” utalva 'nemes gyíknak' fordítanak, mivel az orr területe töredékes, széttagolt és eredeti állapotában lapos) egy hiányosan ismert, de történelmileg fontos hadrosaurida (kacsacsőrű) dinoszaurusznem, amely 73 millió évvel ezelőtt élt a késő kréta időszakban Észak-Amerika és talán Dél-Amerika területén. A taxonómiai története bonyolult, kapcsolódik a Gryposaurushoz, az Anasazisaurushoz és a Naashoibitosaurushoz; ez a zavaros helyzet mindaddig megoldatlan marad, amíg nem készül leírás a Kritosaurus jobb állapotú maradványairól. A leletanyag hiányossága ellenére ez a növényevő több dinoszauruszokról szóló könyvben is felbukkant az 1990-es évekig, azonban rendszerint a sokkal jobb állapotú és a szinonimájának vélt Gryposaurust mutatták be helyette.

## Anatómia

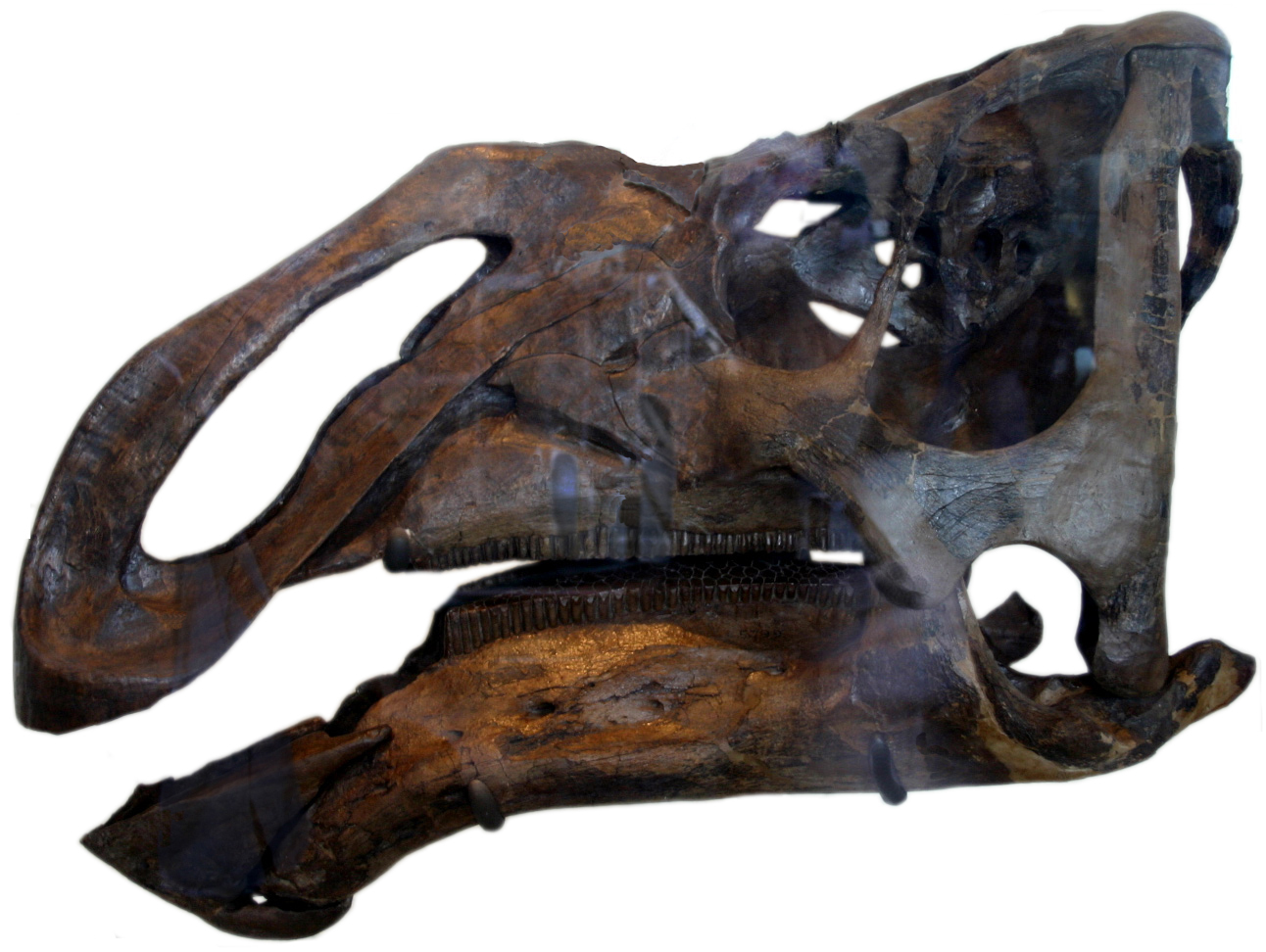
A Kritosaurus navajovius koponyája, az Amerikai Természetrajzi Múzeumban (American Museum of National History)

A Kritosaurus egy részleges koponya és állkapocs, valamint a hozzá tartozó, még leíratlan koponya alatti (posztkraniális) maradványok alapján vált ismertté. A száj és a felső csőr nagyobb része hiányzik, de egy, a korábban elhelyezetlen koponyadarabok felhasználásával, a 2000-es évek elején elvégzett kiegészítő rekonstrukció megmutatta, hogy a szemek előtt egy fejdísz volt, melynek formája jelenleg ismeretlen. A koponya hossza a becslés alapján 87 centiméter a felső csőr hegyétől a koponya hátsó részén levő és az állkapocshoz illeszkedő négyszögcsont aljáig. A Kritosaurus lehetséges diagnosztikus jellemzői közé tartozik a fogszerű részek nélküli alsó csőr, az élesen lefelé, az állkapocs felé ívelő hajlat a csőr közelében, és egy súlyos, valamelyest négyszögletes maxilla (felső fogtartó csont). Ha kiderül, hogy hasonlít a Anasazisaurusra vagy a Naashoibitosaurusra, akkor a teljes fejdísz formája a szemek előtti kiindulási pontnál egy fülre vagy egy karimára hasonlít, majd felemelkedik a szemek között, de nem nyúlik ki mögéjük.

## Osztályozás
A Kritosaurus egy hadrosaurina hadrosaurida, a laposfejű vagy egyszerű fejdíszű kacsacsőrűek közé tartozik. Mivel alig ismert, a legközelebbi rokonai sem határozhatók meg. A Naashoibitosaurus és a nagyon hasonlónak tűnő „K.”australis egy kládot alkot a Saurolophusszal a kacsacsőrűek törzsfejlődéséről szóló legújabb áttekintés szerint. Azonban ugyanebben a műben a Kritosaurus zavaró módon egyaránt szerepel a fajszinten és a kétséges nevek között is. A koponya jellemzői mellett a hely és az idő egyaránt elválasztja a Kritosaurust és a kissé korábbról, főként Kanadából ismert Gryposaurust.

## Felfedezés és történet

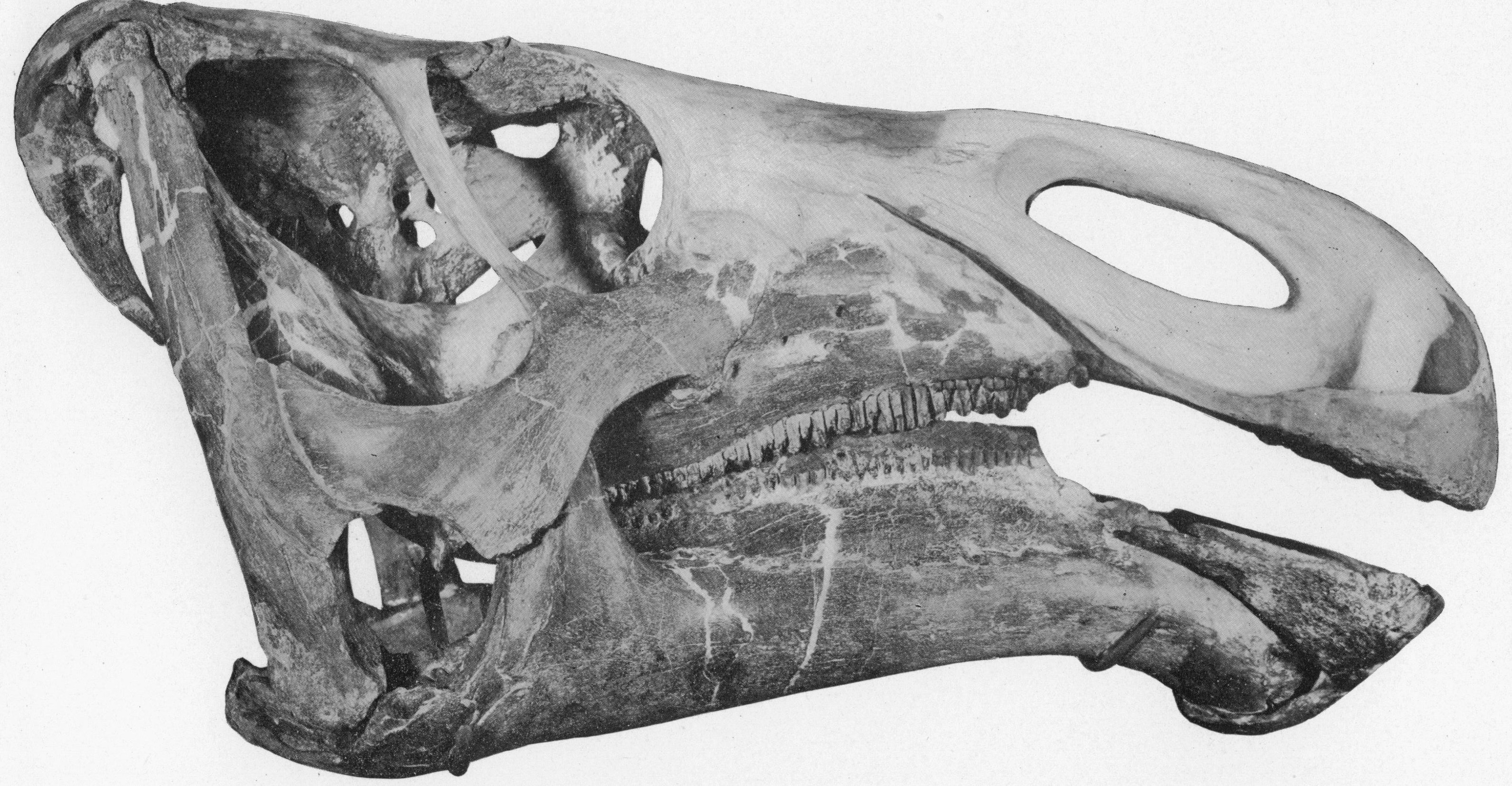
Barnum Brown első Kritosaurus rekonstrukciója, ami lapos fejjel ábrázolja az állatot

Barnum Brown 1904-ben, az Amerikai Egyesült Államok Új-Mexikó államának San Juan megyéjében, Ojo Alamo közelében egy korábbi expedíció ellenőrzése során felfedezte a Kritosaurus holotípusát (az Amerikai Természetrajzi Múzeum AMNH 5799-es jelzésű példányát). Kezdetben nem tudta egyértelműen összefüggésbe hozni a rétegtannal, de 1916-ban képes volt megállapítani, hogy a ma Kirtland Formáció néven ismert képződmény késő campaniai korszakra datált De-na-zin tagozatából származik. A felfedezés idején a koponya elülső részének nagy része erodált vagy töredékes volt, Brown pedig a ma Anatotitanként ismert nem alapján számos töredéket kihagyva állította helyre ezt a részt. Bár felismerte, hogy a töredékek valamelyest eltérőek, a különbségeket az összenyomódás következményének tulajdonította. Eredetileg a Nectosaurus nevet szánta a leletnek, de rájött, hogy az már használatban van; Jan Versluys, aki a változtatást megelőzően meglátogatta Brownt, véletlenül kiszivárogtatta az előző nevet. A fajnév azonban megmaradt, így a K. navajovius kombináció jött létre.
Az ívelt orrú kanadai nem, a Gryposaurus 1914-es publikációja hatásra Brown meggondolta magát dinoszaurusza pofarészének anatómiáját illetően. Visszatérve a töredékekhez kijavította az előző rekonstrukciót, és a Gryposauruséhoz hasonló ívelt orrdísszel látta el. Emellett a Gryposaurust és a Kritosaurust Charles Gilmore támogatásával egymás szinonimájává tette, E szinonímiát az 1920-as években tovább használták (William Parks a Kritosaurus incurvimanus nevet adta egy kanadai fajnak), Richard Swann Lull és Nelda Wright 1942-es, az észak-amerikai hadrosauridákról szóló fontos monográfiájának megjelenése után pedig általánosan elterjedt. Ettől kezdve egészen az 1990-es évekig a Kritosaurushoz tartozott legalább a típusfaj a K. navajovius, a K. incurvimanus és a Gryposaurus korábbi típusfaja, a K. notabilis. A csak az állkapocs elülső része alapján ismert Hadrosaurus brevicepst (Marsh, 1889), mely a montanai Judith River Formációból, a campaniai korszakból származik, Lull és Wright a Kritosaurushoz kapcsolta, de ez ma már nem számít elfogadottnak.
Az 1970-es évek végén és az 1980-as évek elején a Hadrosaurus a tárgyává vált annak a főként félig szakmai „dinoszaurusz lexikonokban” folyt vitának, amiben arról próbáltak dönteni, hogy lehet-e ez a nem a Kritosaurus, a Gryposaurus vagy mindkettő szinonimája. David B. Norman jól ismert műve, a The Illustrated Encyclopedia of Dinosaurs (A dinoszauruszok illusztrált enciklopédiája) a Kanadában talált (Gryposaurus) maradványokra Kritosaurusként hivatkozik, a K. incurvimanus felállított csontvázáról készült kép feliratánál azonban az állatot zavaró módon Hadrosaurusként azonosítja. Ezekben az években a Kritosaurus nem egy új fajjal bővült. 1984-ben az argentin őslénykutató, José Bonaparte és kollégái a K. australis nevet adták azoknak a hadrosaurida csontoknak, amelyek az Argentína Patagóniához tartozó részén, a Rio Negro tartományban levő, a késő campaniai–kora maastrichti korszakban létrejött Los Alamitos Formációból kerültek elő. Ez a problémás faj talán nem tartozik a Kritosaurushoz, ahogyan az a The Dinosauria mindkét kiadásában megtalálható áttekintésekben szerepel.
A Kritosaurus története 1990-ben vett új fordulatot, amikor Jack Horner és David B. Weishampel ismét elkülönítette a Gryposaurust, a részleges koponya általi bizonytalanságra hivatkozva. 1992-ben Horner leírást készített két Új-Mexikóból származó koponyáról, melyek szerinte a Kritosaurushoz tartoztak, és eléggé eltértek a Gryposaurusétól, de egy évvel később Adrian Hunt és Spencer G. Lucas mindkét koponyát átsorolta, létrehozva számukra az Anasazisaurus és a Naashoibitosaurus nemeket. Ezzel nem minden szerző értett egyet, Thomas E. Williamson megvédte Horner eredeti értelmezését. Jelenleg legalább két olyan újkeletű kiadvány létezik, amely fenntartja a különböző nemeket.
Végül a lehetséges Kritosaurus maradványok földrajzi elterjedése Észak-Amerikában megnövekedett. A késő campaniai Aguja Formációból, Texasból származó csontok között egy koponyára is rábukkantak. Emellett a mexikói Coahuilában talált, újonnan leírt maradványok talán egy új fajhoz tartoznak, ugyanis az egyikük 20%-kal nagyobb, mint a (körülbelül 11 méter hosszú) K. navajovius, az ülőcsontja pedig egyedi módon meggörbült. Ez az állat lehet a legnagyobb ismert és jól dokumentált észak-amerikai hadrosaurina. Azonban a lelethez tartozó koponya orrcsontjai sajnos nem teljesek.

## Ősökológia
A Kritosaurust a Kirtland Formáció részét képező De-na-zin tagozatban fedezték fel. Ez a formáció a késő kréta időszak campaniai korszaka idejéről (74–70 millió évvel ezelőttről) származik, és számos más dinoszaurusz, például az Alamosaurus, a Parasaurolophus egyik faja, a Pentaceratops, a Nodocephalosaurus a Saurornitholestes, valamint egy még névtelen tyrannosaurida lelőhelyéül is szolgált. A Kirtland Formációt olyan folyami ártéri területnek tartják, ami a Nyugati Belső Víziút visszahúzódása után jött létre. A domináns növények a tűlevelűek voltak, és úgy tűnik, hogy a chasmosaurina szarvas dinoszauruszok gyakoribbak lehettek a hadrosauridáknál.

## Ősbiológia

### Étrend és táplálkozás
Hadrosauridaként a Kritosaurus egy nagy méretű két és négy lábon egyaránt járó növényevő volt, melynek bonyolult koponyája a rágáshoz hasonló őrlő mozgást tett lehetővé. Fogai, melyek készletekben százával helyezkedtek el, folyamatosan cserélődtek, egyszerre csak maroknyi volt közülük használatban. A növényi anyagokat széles csőrével darabolhatta, és egy pofaszerű szerv segítségével tarthatta a szájában. A növényzetet a földtől körülbelül 4 méteres magasságig érhette el. Amennyiben külön nembe tartozott, kérdéses hogy hogyan osztozhatott meg az erőforrásokon a Naashoibitosaurusszal.

### Orrdísz
Bármilyen is volt a Kritosaurus orrdísze, talán különböző szociális feladatok ellátására szolgált, mint például a nem és a faj azonosítása, valamint a csoporton belüli rangsor meghatározása. Az is lehetséges, hogy látható, illetve hallható jelek leadására szolgáló felfújható légzsákok szegélyezték.

## Popkulturális hatás
A Kritosaurus és a Gryposaurus szinonimizálása, ami az 1910-es évektől 1990-ig tartott, oda vezetett, hogy torzult kép alakult ki a Kritosaurus leletanyagáról. Mivel a Kanadában talált anyag jóval teljesebb, az 1920 és 1990 közötti értelmezések és viták valójában inkább a Gryposaurusra vonatkoznak. Többek között ezek közé tartozik James Hopson hadrosaurida koponyadíszekről szóló vitája és ennek nyilvánosság számára készült átdolgozása a The Illustrated Encyclopedia of Dinosaurs (A dinoszauruszok illusztrált enciklopédiája) című könyvben.

## Fordítás
- Ez a szócikk részben vagy egészben a Kritosaurus című angol Wikipédia-szócikk ezen változatának fordításán alapul.  Az eredeti cikk szerkesztőit annak laptörténete sorolja fel. Ez a jelzés csupán a megfogalmazás eredetét és a szerzői jogokat jelzi, nem szolgál a cikkben szereplő információk forrásmegjelöléseként.